# Hannah Zeitlhofer
Hannah Zeitlhofer (* 1986) ist die erste Frau, die den Rang einer Bereiterin an der Spanischen Hofreitschule in Wien, Österreich, erreichte.

## Laufbahn
Hannah Zeitlhofer wurde 1986 in Wien geboren. Sie begann mit sieben Jahren zu reiten und bekam mit neun Jahren ihr erstes Pferd. Nach ihrer Matura absolvierte sie ein Bachelorstudium der Pferdewissenschaften und nahm an Dressurwettbewerben mit einem Haflinger namens Joker teil.
2008 wurde sie als Elevin (Lehrling) an der Spanischen Hofreitschule in Wien aufgenommen und war damit eine der ersten beiden weiblichen Elevinnen der Hofreitschule. Ihre Aufnahme in die Spanische Hofreitschule erfolgte etwa ein Jahr, nachdem Elisabeth Gürtler die erste Direktorin der Hofreitschule wurde. Es gab zwar keine Regel, welche die Aufnahme von Frauen verbot, aber es war eben bisher noch nie vorgekommen.  Die Ausbildung verläuft vom Eleven, über den Bereiteranwärter bis zum Bereiter und dauert acht bis zwölf Jahre. Sie wurde in der Folge auch die erste Bereiteranwärterin in der Geschichte der Hofreitschule.
Sie erhielt ihren Bereitertitel 2016 für die Ausbildung der Schulhengste Siglavy Batosta im Bereich „Alle Gänge und Touren“ und Maestoso Fantasca in der Schulquadrille.
Nach Angaben der Hofreitschule stellen Frauen mittlerweile die Mehrheit der Eleven
obwohl in einem Fünfjahreszeitraum nur etwa vier neue Reiter aufgenommen werden.
Die zweite Frau, die Zeitlhofer folgt, ist Bereiteranwärterin Theresa Stefan, die der Hofreitschule 2011 beitrat.
Bei der Ausbildung von jungen Pferde ist es ihr besonders wichtig, dass die Pferde Vertrauen und Freude an der Arbeit haben.

## Rezeption
- Das weiße Ballett – Die Spanische Hofreitschule, Dokumentarfilm, 2011, 45 min
- Die Spanische Hofreitschule – Eleganz mit Tradition, Teil 1, ausgestrahlt am  6. Januar 2011 in der Dokumentarfilmreihe Aus dem Leben – Die Reportage, Dokumentarfilm, 2011, 25 min
- Erbe Österreich, Dokumentarfilm, 2017